# Sumène
Sumène är en kommun i departementet Gard i regionen Occitanien i södra Frankrike. Kommunen ligger i kantonen Sumène som tillhör arrondissementet Le Vigan. År 2022 hade Sumène 1 239 invånare.

## Befolkningsutveckling
Antalet invånare i kommunen Sumène
Referens:INSEE